# Nicolaus von Thaden

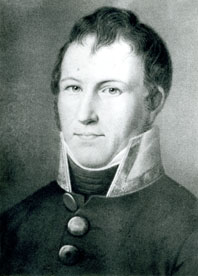
Nicolaus von Thaden

Nicolaus von Thaden (* 20. Februar 1770 in Norderfeld bei Kleve, Ksp. Eider im Norden des Kreises Dithmarschen, Schleswig-Holstein; † 11. Januar 1848 in Tremsbüttel, Ksp. Bargteheide, Schleswig-Holstein) war Jurist, Königlich dänischer Justizrat, Ritter des Dannebrogordens, Hausvogt in Flensburg und Eigentümer des Sünderuphofes bei Flensburg.

## Leben
Nicolaus von Thaden studierte von 1794 bis 1795 in Jena Philosophie, unter anderem als Schüler Johann Gottlieb Fichtes. Von 1795 bis 1798 studierte er in Kopenhagen und Kiel Kameralwissenschaften, wo er 1798 seinen akademischen Abschluss erhielt. 1799 wurde er zum Hausvogt des damals zu Dänemark gehörenden Flensburg ernannt, seit 1799 war er Eigentümer des Sünderuphofes, der 1992 unter Denkmalschutz gestellt wurde.
Er  gestaltete einen Teil der Ländereien als „ornamented farm“ im Sinne einer Kulturlandschaft zum Landschaftsgarten. Bemerkenswert ist der 1835 errichtete Borkenpavillon, der 1997 unter Denkmalschutz gestellt wurde:
Über einer Packung aus Feldsteinen erhebt sich ein quadratischer Bau, das sogenannte Borkenhäuschen, aus vier naturbelassenen und unbehauenen Rundhölzern an den Ecken, dazwischen befinden sich einschalige Bretter, über einem auskragenden Profil sitzt das kegelförmig ausgebildete Reetdach.
Als Urhütte im Sinne Marc-Antoine Laugiers, die im Rousseau’schen Park steht, versinnbildlicht sie die liberale, aufgeklärte Geisteshaltung des Bauherren.
Er war Vater des am 15. Juli 1829 in Sünderuphof geborenen Adolf Georg Jakob von Thaden.

## Veröffentlichungen
Über die Wegepolizei im Herzogthum Schleswig-Holstein und ihre Anwendung im Amte Flensburg, 1822.
Der Philosoph und Jurist Nicolaus von Thaden stand zwischen 1815 und 1821 in regem Briefwechsel mit dem Philosophen Georg Wilhelm Friedrich Hegel.
In seinen ersten Rezeptionen beschäftigte er sich zwischen 1815 und 1820 mit der „Wissenschaft der Logik“ (G.W.F.Hegel, 1812–1816) und der Phänomenologie des Geistes (G.W.F.Hegel, 1807).
1815 schrieb er dem noch nahezu unbekannten Philosophen noch „....ihre Logik ist das Buch der Bücher....“, in seiner Rezeption von 1821 des im selben Jahr erschienenen Werkes Grundlinien der Philosophie des Rechts (G.W.F.Hegel, 1821) kritisierte er Hegel jedoch deutlich:
„Von einer Philosophie ohne Beinamen ist nun nicht mehr die Rede, denn sie sind verschrien abwechselnd als royalistischer Philosoph und als philosophischer Royalist, - daher ist ein Teil des wackern Buches eine historisch – philosophische Streitschrift geworden … Der allergrösste, und allerwichtigste Satz: ‚Das Seiende ist das Gute und Vernünftige‘ ist philosophisch wahr, aber politisch ist dieser Satz falsch.“